# Dobrudscha (Schiff)
Die Dobrudja war ein bulgarisches Frachtschiff, das 1911 als Trawler in Japan gebaut worden war und den die italienische Marine im Ersten Weltkrieg als Minensucher einsetzte. Ab 1921 fuhr er in der italienischen und bulgarischen Fischerei, 1946 erfolgte in Bulgarien der Umbau zum Frachter, den die Navigation Maritime Bulgare nach der Verstaatlichung bis 1968 nutzte. Namensgebend war die historische (heute zu Rumänien und Bulgarien gehörenden) Landschaft Dobrudscha (auch: Trans-Danubien).

## Bau und technische Daten
Das Schiff wurde auf der japanischen Werft Osaka Iron Works (seit 1943 Hitachi Zosen Corporation) in Osaka als Trawler gebaut und lief 1911 als Dairy Maru vom Stapel. Ob die Ablieferung noch 1911 oder im Folgejahr stattfand, ist offen. Das Schiff war ursprünglich 36,42 Meter lang, 6,62 Meter breit und wies einen Tiefgang von 3,11 Metern auf. Die Tragfähigkeit betrug etwa 340 bis 380 Tonnen. Als Antrieb diente eine dreifach wirkende Verbunddampfmaschine, die auf eine Schraube wirkte und dem Trawler eine Geschwindigkeit von 11,0 Knoten ermöglichte.

## Geschichte

### Vom japanischen Trawler zum italienischen Kriegsschiff
Erstmals wurde die Dairy Maru erwähnt, als die Regia Marina 1916 in Japan 47 Trawler kaufte, die sie umbaute und bewaffnete. Die unterschiedlichen Boote wurden als Minensucher der G-Klasse zusammengefasst und für Sicherungsaufgaben eingesetzt. Die Dairy Maru erhielt nach unterschiedlichen Angaben zwei 7,6-cm-L/40-Geschütze bzw. zwei bis drei 4,0-cm-Geschütze und wurde am 1. Februar 1917 mit der Kennung G 17 in Dienst gestellt. Die Besatzung bestand aus 22 Mann. Eine Beteiligung des Trawlers an der Versenkung gegnerischer Schiffe ist nicht belegt. In der Regia Marina verblieb der Trawler bis zum Verkauf am 7. Januar 1921.

### Fischereischiff in Italien und Bulgarien
Neuer Eigner war eine Privatperson in Italien, die dem Boot den Namen Baracca gab; mehr ist aus dieser Zeit nicht bekannt. Anschließend wurde das heute noch aktive Fischereiunternehmen „Societá Anonima Angelo Parodi Fu. Bmeo.“ aus Genua neuer Besitzer des Trawlers. Es setzte das in Maria Quarto umbenannte Schiff im Ligurischen Meer ein. Wann das Schiff den Namen Ventotto Ottobre (dt.: „28. Oktober“ in Anlehnung an den Marsch auf Rom) erhielt und welcher Besitzerwechsel damit einherging, ist offen. Ebenso unklar ist, wann der Trawler nach Bulgarien verkauft wurde.
Spätestens 1946 ist das Schiff in Bulgarien nachgewiesen, doch gibt es Hinweise, dass der Trawler schon früher nach Bulgarien veräußert worden sein kann. So soll er vor dem Umbau 1946 zunächst als Fischereischulschiff Ribar (dt.: „Fischer“) genutzt worden sein und lag eine längere Zeit unbrauchbar im Warna-See im flachen Wasser fest. Gleichzeitig gibt es Angaben, dass es bereits 1940 von der Genossenschaft Neptun aus Warna erworben worden war. Aufgrund des großen Schiffsmangels nach dem Zweiten Weltkrieg entschied sich die Genossenschaft, den Trawler instand zu setzen und umzubauen.

### Bulgarisches Frachtschiff
Nach dem Kriegsende wurde der Trawler zur Neptun-Werft nach Warna überführt. Die Werft bildete einen Bestandteil der 1934 gegründeten Genossenschaft Neptun, die neben dem Schiffbau unter diesen Namen auch eine Reederei sowie Fischerei betrieb. Auf der Neptun-Werft wurde das Schiff um etwa 10 Meter verlängert und zum Frachtschiff umgebaut. Das Schiff hatte nun eine Länge von 42 Metern, eine Tragfähigkeit von 400 Tonnen und die Besatzung bestand 12 Mann. Aus Anlass der 1940 im Vertrag von Craiova festgelegten Rückgabe der Süddobrudscha von Rumänen an Bulgarien, die 1946 noch einmal bestätigt wurde, erhielt das Schiff der Namen Dobrudja (bulg.: Добруджа) und wurde von der Neptun-Genossenschaft im Sommer 1946 in Dienst gestellt.
In der bulgarischen Schifffahrt war die Dobrudja neben der Rila der einzige stählerne Dampfer in der Küstenschifffahrt, in der hölzerne Segler vorherrschten, während allein die halbstaatliche Reederei „Societé Commerciale Bulgare de Navigation à Vapeur“ auch weiter entfernte Häfen anlief. In den folgenden Jahren gehörte die Dobrudja zu den ersten bulgarischen Schiffen, die im Schwarzen Meer und im östlichen Mittelmeer über die Ägäis bis nach Alexandria fuhren. Nach der Indienststellung führten erste Fahrten der Dobrudja nach Palästina, bei denen sie jeweils kleinere Gruppen von jüdischen Emigranten beförderte wie zum Beispiel am 3. September 1946 mit 10 jüdischen Auswanderern.
1948 wurde die Dobrudja wie alle Schiffe mit mehr als 40 BRT von privaten und genossenschaftlichen Reedereien sowie der halbstaatlichen Societé Commerciale Bulgare de Navigation à Vapeur verstaatlicht und zur Staatsreederei Navigation Maritime Bulgare (Navibulgar) verschmolzen. Dabei war die Dobrudja neben der Rila das einzige Stahlschiff aus genossenschaftlichem bzw. privatem Besitz, das verstaatlicht wurde.
Die Routen der Dobrudja blieben weitgehend gleich. In der zeitgenössischen Berichterstattung Bulgariens fanden die ersten Fahrten der Dobrudja nach Albanien große Beachtung – die erste Fahrt eines bulgarischen Schiffes in das Land. Am 25. August 1948 transportierte sie 290 Tonnen unterschiedlicher Fracht nach Durrës und lud dort 280 Tonnen Olivenöl für Burgas. Weitere Fahrten folgten. 1968 wurde die Dobrudja von der Navigation Maritime Bulgare aus dem Dienst genommen. Nach unterschiedlichen Angaben wurde das Schiff anschließend entweder noch zum Wassertanker umgebaut, der im Hafen von Burgas stationiert wurde, oder aber direkt abgewrackt. Dagegen nennt die Literatur außerhalb Bulgariens bereits das Jahr 1960 als Abwrackdatum.